# Camillo Marcolini
Il conte Camillo Marcolini (Roma, 7 marzo 1830 – Fano, 20 agosto 1889) è stato un politico italiano.

## Biografia
Membro della Giunta di Governo provvisorio della città di Fano nel giugno 1859.

## Elezione
Viene eletto deputato alla Camera dei deputati del Regno d'Italia nell'elezione suppletiva del 26 ottobre 1862 nel collegio di Fano (Pesaro e Urbino), con voti 173 su 173 votanti. Si dimette per ragioni personali il 30 maggio 1864.

## Opere
- Notizie storiche della Provincia di Pesaro e Urbino, Tipografia Nobili, Pesaro, 1883